# 多奈川駅
多奈川駅（たながわえき）は、大阪府泉南郡岬町にある、南海電気鉄道多奈川線の駅。同路線の終着駅である。駅番号はNK41-3。
大阪府内で最も西に位置する駅である。

## 歴史
かつては、淡路島方面のフェリーに連絡する急行「淡路号」が、難波から直通で運行されていた（フェリー連絡は深日港駅で行われていた）。詳細は「サザン」の項を参照。

### 年表
- 1944年（昭和19年）6月1日：近畿日本鉄道の駅として開業。
- 1947年（昭和22年）6月1日：路線譲渡により南海電気鉄道の駅となる。
- 2023年（令和5年）10月10日：無人化[3]。

## 駅構造
2面1線のプラットホームを持つ地平駅である。かつては2面2線で南側の線路が1番線、北側の線路が2番線となっていた。2番線を挟んで北側のホームは使われておらず、南側のホームのみを使用。直通急行廃止時にホームには2両分を残して柵がされ、後に単線化で1番線も廃止され、ホームの旧1番線側全体にも柵がされた。現在使用している線路はかつての2番線である。夜間留置は行っていない。
駅舎はホームの西端（車止め寄り）に接している。トイレは設置されている。

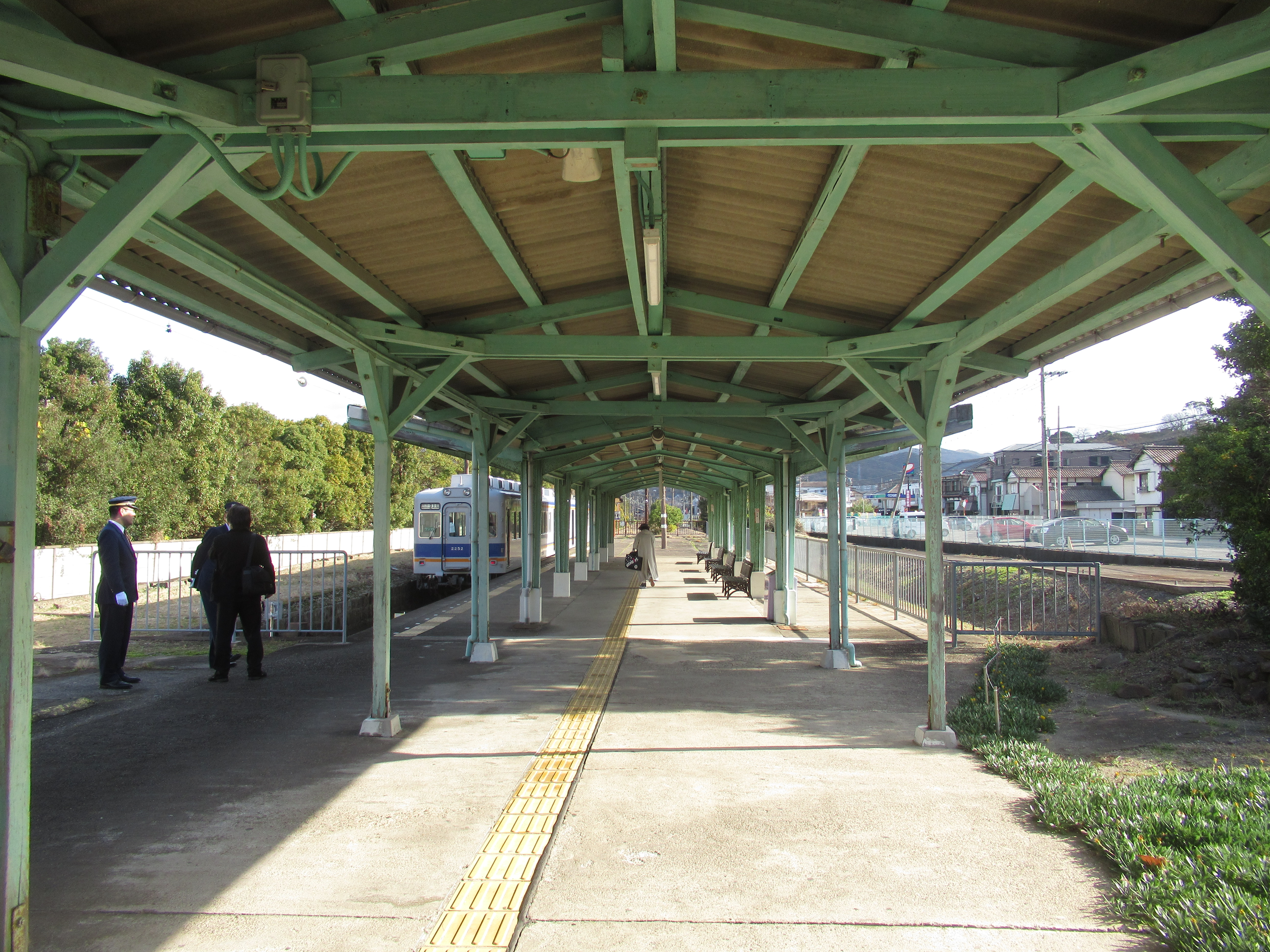
ホーム（2018年12月）
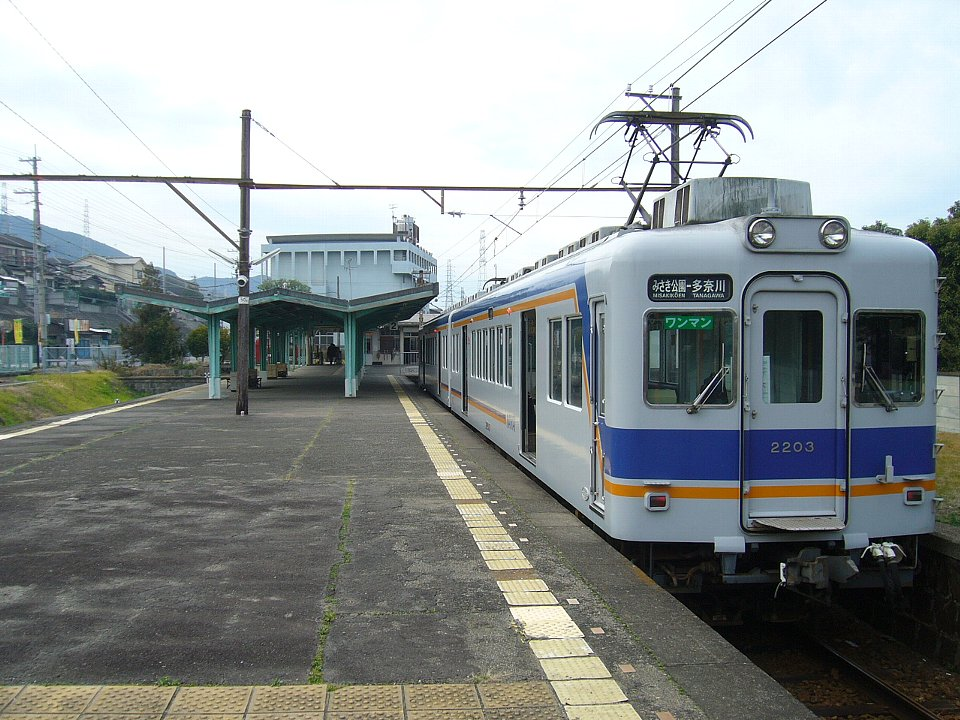
ホームから末端方を望む（2007年2月）

## 利用状況
2019年次の調査結果では、1日あたりの平均乗降客数は602人。
2022年度の1日平均乗降人員は463人である。この数字は南海の駅全体では100駅中78位である。
近年の1日平均乗降人員推移は下記の通り。
| 年度               | 1日平均 乗降人員 | 出典    |
| ------------------ | ---------------- | ------- |
| 2011年（平成23年） | 751              | [ * 2 ] |
| 2012年（平成24年） | 703              | [ * 3 ] |
| 2013年（平成25年） | 705              | [ * 4 ] |
| 2014年（平成26年） | 701              | [ * 4 ] |
| 2015年（平成27年） | 725              | [ * 5 ] |
| 2016年（平成28年） | 701              | [ * 5 ] |
| 2017年（平成29年） | 661              | [ * 5 ] |
| 2018年（平成30年） | 638              | [ * 6 ] |
| 2019年（令和元年） | 603              | [ * 6 ] |
| 2020年（令和02年） | 459              | [ * 6 ] |
| 2021年（令和03年） | 442              | [ * 1 ] |
| 2022年（令和04年） | 463              | [ * 1 ] |

## 駅周辺
駅前にはロータリーがあり、コミュニティバス「ミニループバスみさき」が発着している。北側は工場となっており、南側には府道65号線を挟んで民家が並んでいる。西には岬町立文化センターがある。

## 隣の駅
南海電気鉄道
 多奈川線
深日港駅 (NK41-2) - 多奈川駅 (NK41-3)

#### 本文中の出典
1. ↑  山陽本線（JR神戸線）の須磨海浜公園駅、山陰本線の福知山駅とほぼ経度が同じ
2. ↑  米屋こうじ『あなたの知らない大阪「駅」の謎』洋泉社、2016年、158-159頁。ISBN 978-4-8003-0924-2。
3. ↑  “gerett_etc.pdf”. 2023年9月13日閲覧。

#### 利用状況の出典
ハンドブック南海
1. 1 2 3 4  南海電鉄株式会社総務広報部『2023 HAND BOOK NANKAI』（PDF）（レポート）2023年8月、68頁。オリジナルの2023年12月20日時点におけるアーカイブ。2024年1月20日閲覧。
2. ↑  南海電鉄株式会社『2012 HAND BOOK NANKAI』（PDF）（レポート）、66頁。2022年6月19日閲覧。
3. ↑  南海電鉄株式会社『2013 HAND BOOK NANKAI』（PDF）（レポート）、66頁。2022年6月19日閲覧。
4. 1 2  南海電鉄株式会社総務部『2016 HAND BOOK NANKAI』（PDF）（レポート）2016年7月、70頁。2022年6月19日閲覧。
5. 1 2 3  南海電鉄株式会社総務部『2018 HAND BOOK NANKAI』（PDF）（レポート）2018年7月、74頁。2022年6月19日閲覧。
6. 1 2 3  南海電鉄株式会社総務広報部『2021 HAND BOOK NANKAI』（PDF）（レポート）2021年8月、76頁。2022年6月19日閲覧。